# إعصار كيار
العاصفة الإعصارية الفائقة كيار هو إعصار استوائي من الدرجة الرابعة نشط حاليًا أصبح أول عاصفة فائقة فوق المحيط الهندي الشمالي منذ إعصار جونو في 2007، كان أيضًا أقوى إعصار مداري في بحر العرب وثاني أقوى إعصار مداري في شمال المحيط الهندي في التاريخ،  وهو الإعصار الوحيد المصنف (بالإنجليزية: super cyclonic storm) «عاصفة إعصارية فائقة» في موسم أعاصير شمال المحيط الهندي لعام 2019. ومعني كيار في اللغة البورمية تعني النمر أو النمرة.

## تاريخ الأرصاد الجوية
تشكل منخفض في بحر العرب في 24 أكتوبر، وأزدادت قوته لاحقاً وأصبح عاصفة إعصارية باسم Kyarr، في 25 أكتوبر بسبب ارتفاع درجات حرارة سطح البحر، وانخفاض القص والبيئة الرطبة، بدأ كيار فترة التعمق السريع ليصبح عاصفة إعصارية شديدة للغاية. وبعد ثلاث ساعات أصبح كيار «عاصفة شديدة الإعصار»، وفي وقت مبكر من 27 أكتوبر تكثف كيار ليصبح «عاصفة فائقة الإعصار». وكانت الارصاد العمانية اصدرت 6 تقارير عن الاعصار المدار كيار حتي انتهاء الحالة.
وصل الاعصار كيار إلى الدرجة الرابعة بسرعة 136 عقدة حول المركزوسجل رقم قياسي في ادني قيمة ضغط تسجل في بحر العرب وصلت الي 915 مليبار ووصل قطر عين الاعصار الي أكثر من 50 كم.
اصدرت الارصاد الجوية العمانية تقرير رقم 6 تاريخ 3 نوفمبر تعلن فيه تلاشي الحالة المدارية كيار امام سواحل الصومال

## الاستعدادات

### سلطنة عمان
تاريخ 24 أكتوبر 2019 قامت هيئة الارصاد الجوية في سلطنة عمان بإصدار أول بيان لها عن الحالة «تقرير 1» تعلن فيه تشكل منخفض مداري واحتمال تطوره الي اعصار خلال 24 ساعة. وفي تاريخ 28 أكتوبر اصدرت «تقرير 3» تحذر فيه من نزول البحر واحتمال ارتفاع الموج حتي 6 متر وحتمال هطول أمطار ورياح نشطة كتأثير غير مباشر للحالة.
في تاريخ 29 أكتوبر اصدرت قوات السلطان المسلحة بيان توضح فيه استعدادتها للحالة وتفعيلها بعض اللجان المساندة وفي نفس اليوم عقدت اللجنة الفرعية للدفاع المدني بمحافظة ظفار اجتماعا برئاسة العميد محسن بن أحمد العبري قائد شرطة محافظة ظفار رئيس اللجنة لمتابعة تطورات الحالة المدارية كيار وتأثيرها على المحافظة.
واصدرت العديد من المؤسسات تحذيراتها حيث حذرت وزارة الزراعة الصيادين من الاقتراب من البحر وحذرت شركات الكهرباء لأخذ الحيطة والحذر عند ارتفاع موج البحر بفصل التيار الكهربائي وعدم التعامل معها إلا بعد التأكد من فصل الكهرباء، وعدم تشغيل الأجهزة الكهربائية المنزلية إلا بعد التأكد من سلامتها وصلاحيتها واصدرت بلدية ظفار تنبيها لشركات البناء والمقاولات والشركات التي تقوم بتوفير خيام الأفراح والمناسبات واتخاذ كافة الاحتياطات اللازمة لتقليل الاضرار المتوقع حدوثها نتيجة الأنواء المناخية
و أعلنت اللجنة الوطنية للدفاع الوطني عن توفير مراكز للإيواء في محافظتي الوسطى وجنوب الشرقية في حالة ما استدعت الحاجة لذلك. ثمان مراكز في الوسطي وثلاث مراكز في جنوب الشرقية.

### الإمارات
أغلقت القيادة العامة لشرطة الفجيرة وخورفكان الطرق المؤدي إلى الشواطئ بعد ارتفاع منسوب المياه على كورنيش اللؤلؤية مناطق قدفع ومربح وشاطئ المظلات في الفجيرة، دخول كميات كبيرة من مياه البحر نتيجة ارتفاع الموج.
كذلك عقدت لجنة الطوارئ والأزمات بمدينة كلباء اجتماعاً تنسيقياً للاطلاع على مستجدات الحالة المدارية والوقوف على الاستعدادات والتجهيزات، حيث قامت بوضع حواجز ترابية المكونة من الحصى والرمال كساتر للتخفيف من قوة واندفاع مياه البحر والحد من آثارها.

### اليمن
اجتمعت لجنة الطوارئ في ابين وصرحت بانه تم رفع درجة حالة الطوارئ والتأهب القصوى، ووضع الإجراءات الاحترازية المناسبة لجميع المستشفيات والمرافق الصحية خاصة في المناطق الساحلية (أحور- شقرة- زنجبار)
وتم رفع الجاهزية واخذ كافة الاحتياطات اللازمة لمواجهة أي طارئ، وعمل كافة الاحتياطات اللازمة للتعامل مع أي طوارئ عن ناتجة عن هذه العاصفة، وفق ما نقلت وكالة سبأ الرسمية. بعد اوامر من الرئيس اليمني ورئيس الحكومة،
ووجه الوزير اليمني محافظي محافظات، حضرموت، والمهرة، وسقطرى، وشبوة، وأبين وعدن)، بتشكيل لجان ميدانية وغرف طوارئ وفرق انقاذ، تحسباً لأي تداعيات أو خسائر قد تنجم جراء العاصفة المدارية (كيار).

## التأثيرات
تاثرت كل من الهند وعمان واليمن بالأمطار الغزيرة والرياح النشطة والامواج العاتية وتاثرت سواحل الإمارات المطله على بحر عمان بارتفاع موج البحر.

### عمان
بدات التأثيرات الغير مباشرة تاريخ 27 اكتوبرو شهدت السواحل المطلة علي بحر العرب وبحر عمان ارتفاع موج البحر على المناطق المنخفضة ادت الي دخول بعض المنازل وغمر العديد من الشوارع وتكسر بعض الحواجز الاسمنتية وهطلت أمطار غزيرة على بعض الولايات ورياح نشطة.
تم إغلاق أجزاء من الطرق الفرعية الساحلية كإجراء احترازي.حسب بيان المركز الوطني للإنذار المبكر (عمان مستعدة).
أصدرت الهيئة العامة للمياه (ديم) تنبيهًا لمشتركيها في ولاية قريات عن توقيف محطة تحلية المياه في قريات.فقد أوضحت “ديم” بأن التوقيف جاء احترازيا من قبل الشركة المشغلة وذلك بسبب ارتفاع نسبة العوالق البحرية بمأخذ مياه البحر نتيجة للتأثيرات الغير مباشرة للحالة المدارية (كيار)، وعليه تم تفعيل خطة الطوارئ حسب دليل الاجراءات المتبع
3 نوفمبر اصدرت البلديات تقرير هطول الأمطار على عدد من الولايات خلال الفترة من 31 أكتوبر، إلى صباح يوم 3 نوفمبر 2019م
وسجلت محطات مراقبة هطول الأمطار التابعة لوزارة البلديات الإقليمية وموارد المياه أعلى معدلات الأمطار (18 ملم) في محافظة جنوب الشرقية بولاية صور، وفي محافظة ظفار بلغت (10 ملم) بولاية سدح، وفي محافظة الظاهرة بلغت (7 ملم) بولاية عبري، وفي محافظة الوسطى بلغت (2 ملم) بولاية محوت، وأيضا في محافظة الداخلية بلغت (2 ملم) بولاية الحمراء، وفي محافظة شمال الشرقية بلغت (1 ملم) بولاية المضيبي، وأيضا في محافظة شمال الباطنة بلغت (1 ملم) بولاية صحار.